# 행복한 밤, TBN과 함께
이다슬의 행복한 밤, TBN과 함께는 TBN 교통방송에서 평일 밤 10시부터 12시까지 방송중인 음악 프로그램이다. 진행자는 성우 이다슬이다.

## 프로그램 소개
- 행복한 하루의 마무리! tbn이 함께 합니다. '행복한 밤 tbn과 함께'에서는 오늘에서 내일로 넘어가는 길목, 행복하고 즐겁게 하루를 마칠 수 있도록 도와드릴게요. 더불어 심야 운전자 분들의 졸음을 몰아낼 수 있는 웃음과, 긍정적인 마음을 내일까지 이어갈 수 있도록 행복한 밤 함께 만들어요^^

## 코너소개

### 매일 코너
- 행밤~ 천원의 행복 플러스 - 더 강력해진 '천원의 행복 플러스' 운전면허 시험부터 기네스북까지 즐겁게 참여할 수 있는 주제들로 꽉 채웠어요.
- 오늘은 왠지... - 제작진이 선곡한 노래와 청취자들이 신청한 노래들로 채우는‘오늘은 왠지... 이 노래가 듣고싶다!!’

## 요일 코너

### 월요일
- 은기자의 왜떴을까 연구소 : 현재와 과거를 오가며, 가장 핫하고 트렌디한 이야기들! 왜 떴는지 그 이유를 정리해드립니다. (고정출연: 이은주 서울신문 기자)

### 화요일
- 음악 뒷.담화 : 우리나라부터 해외까지, 음악계의 뒷 이야기를 앞에서 해봅니다. (고정출연: 정민재 음악평론가)

### 수요일
- 전쟁같은 인생 : 인생사 어려운 일들, 함께 나누면서 해소해 봅시다. 법률적 접근은 덤으로 얹어 드려요 (고정출연: 김혜경 변호사)

### 목요일
- 도전 트롯가수 1:100 : 전설의 트롯가수 한 명씩을 도장깨기 해봅니다.(고정출연: 김용 성우)

### 금요일
- 눈치 코치(Coach) : 눈치가 없어서 고민인 분들 모이세요. 어떤 상황을 두고, 눈치가 어떻게 부족했는지, 다같이 모여 감놔라 배놔라 하며 코치 해보는 시간 (고정출연: 가수 땡큐미)